# Victoria (barco vela radiocontrol)
El Victoria es un barco de vela manejado por radiocontrol. Se trata de un modelo a escala inspirado en el diseño de la última generación de yates de la Copa América de la clase 12 metros.

## Dimensiones
- Eslora (largo) = 779 mm
- Manga (ancho) = 197 mm
- Mástil (altura) = 1.086 mm
- Superficie vélica = 28,6 dm²
- Desplazamiento (peso) = 2.100 g

## Características
La marca Thunder Tiger fabrica el modelo Victoria en un Kit de Montaje embalado en una caja precintada de fábrica. Su distribuidor en Estados Unidos es ACE HOBBY y en España FASOL.
La nueva versión del Victoria mejora considerablemente la calidad de las velas y muchos de los accesorios siendo uno de los primeros en adaptarse a la actual normativa medioambiental europea que prohíbe el uso de materiales contaminantes como el plomo.
Calidad de los Materiales:
- Casco y cubierta: En una sola pieza de plástico de ingeniería ABS (acrilonitrilo butadieno estireno). Destaca su gran resistencia a romperse o deformarse, es duro y rígido, muy resistente a los impactos (golpes), tiene una resistencia química aceptable, buena estabilidad dimensional dada su baja absorción de agua, alta resistencia a la abrasión y, aunque no es necesario pintarlo, admite con facilidad su recubrimiento incluso con una capa metálica.
- Apéndices: La Orza y el Timón son de un plástico de mayor calidad y espesor. El material de lastre utilizado en el Bulbo se adapta a la reciente normativa medioambiental europea.
- Mástil y botavaras: Son tubos de casi 1 cm de diámetro exterior fabricados en aluminio. Su baja densidad y su alta resistencia a la corrosión y resistencia mecánica le dan la rigidez y resistencia necesarias al mínimo peso y con la mayor durabilidad posible.
- Accesorios y jarcia de labor: Existen piezas de plástico, cobre y acero inoxidable. El cordón es suficientemente resistente.
- Velas: Tienen un diseño moderno y están fabricadas con un tejido antidesgarro de alta resistencia (ripstop).
- Soporte: Varias piezas troqueladas de madera permiten montar el soporte. Un par de tubos de espuma de polietileno permitirán que el casco del barco descanse y se ajuste perfectamente sobre el soporte durante todo el proceso de montaje y, posteriormente, durante su almacenaje, exposición y/o transporte.

Sencillez del Montaje: Normalmente en un fin de semana se tiene listo para navegar. 
- Destaca la elaboración conjunta del casco y la cubierta en un solo molde eliminando uno de los pasos más críticos, delicados y laboriosos de la mayoría de los Kits de Montaje de otros barcos.
- Basta con seguir las instrucciones (en inglés y español) e ir encajando las piezas utilizando los pegamentos incluidos en el kit.
- Donde quizás hay que tener más paciencia es a la hora de cortar el hueco predefinido de la cubierta.
- El resto es cuestión de hacer algunos nudos.

Facilidad de Transporte:
- Puede transportarse completamente montado en los maleteros de la mayoría de los vehículos ya que mide aproximadamente 135 cm x 80 cm x 20 cm.
- Dado que los apéndices son desmontables y el mástil puede separarse en dos podríamos transportarlo en una caja de apenas 80 cm x 20 cm x 10 cm. Como la suma de estas tres dimensiones es menor de 115 cm podríamos transportarlo como equipaje de mano en la gran mayoría de las compañías aéreas.

Para todos los gustos
- El aficionado a las maquetas puede copiar alguno de los diseños de las empresas que patrocinan o patrocinaban estos famosos barcos de la Copa América, o dar rienda suelta a su imaginación. Existe mucha información en la Asociación Internacional de la Clase 12 metros con cantidad de fotografías de los distintos modelos que navegan o navegaron por las aguas de todo el mundo.
- El modelista puede tratar de sacar un molde con el que fabricarse su propio modelo o partiendo del casco esmerarse en otros detalles como una cubierta de teca, un palo de carbono, unas velas de kevlar,... Tiene en sus manos todo un diamante en bruto con el que poder trabajar.
- El apasionado del radiocontrol puede disfrutar controlando el movimiento del Victoria sobre cualquier superficie de agua de poco más de una cuarta de profundidad. A la menor señal de viento, sorprende comprobar cómo arranca este velero gracias sobre todo a su enorme superficie vélica. Una generosa pala de timón permite mantener el control, incluso en situaciones de mucho viento.
- El amante de la vela puede comprobar la semejanza que tiene con sus hermanos mayores de escala real. La analogía con la vela de crucero en la forma de navegar (aprovechando al máximo vientos y corrientes) es la característica más destable del modelismo naval frente al resto de modelismos dinámicos (aeromodelismo, automodelismo...). Se aprende a equilibrar el barco desplazando el centro vélico y de masas. El peso del bulbo equivale al peso del resto del barco lo que garantiza un centro de gravedad bastante profundo.
- El aficionado a las regatas y hasta el profesional de la competición pueden disfrutar del Victoria al más alto nivel. La clase Victoria de diseño único probablemente sea una de las más activas, con numerosas regatas durante todo el año allí donde se implanta. Disfrutar de una regata a vista de pájaro es la ilusión de cualquier táctico. El buen trimado del barco se hace fundamental.

## Historia
La marca Thunder Tiger lleva fabricando sin interrupción este modelo (N.º Item 5556) desde hace al menos una docena de años.
La calidad del producto, la simplicidad del montaje y su bajo coste provocaron que rápidamente se difundiese desde el continente asiático al resto de los continentes.
En 1997 llegó a convertirse en el modelo de diseño único más popular de Estados Unidos lo que motivó que la American Model Yachting Association (AMYA) registrase al Victoria como Clase de Diseño Único.
Probablemente, el pasado reciente de la Copa América (regata) tuviera mucho que ver con el auge de este modelo en Estados Unidos y Australia:
Después de 133 años de absoluto reinado de Estados Unidos en la competición más importante del deporte de la vela, el Club de Yates de Nueva York perdía la Copa en favor del Australia II. 
Pero no la retuvieron por mucho tiempo, ya que tan sólo 4 años más tarde, un sindicato estadounidense la recuperaría de nuevo.
Una película, titulada [La fuerza del viento], describiría la gesta de Dennis Corner, el patrón del Stars & Stripes que en 1987 colocaría la Copa más importante de la vela en el Club de Yates de San Diego. Sin duda un clásico, que los amantes del deporte no se deben perder.
Actualmente la clase Victoria está muy extendida por todo el mundo, destacando su mayor actividad en lugares tan distantes como Estados Unidos, España, Canadá, Chile o Gran Bretaña.

## Enlaces
- THUNDER TIGER (Fabricante)
- ACE HOBBY (Distribuidor en Estados Unidos)
- FASOL (Distribuidor en España) (enlace roto disponible en Internet Archive; véase el historial, la primera versión y la última).
- 1.290 Victorias Registrados en Estados Unidos
- 160 Victorias Registrados en España Archivado el 7 de febrero de 2011 en Wayback Machine.
- 120 Victorias Registrados en Canadá
- Victorias en Chile
- Victorias en Gran Bretaña

- Datos: Q6161508